# 4U 0614+091
| 4U 0614+091                    | 4U 0614+091                                                     |
| ------------------------------ | --------------------------------------------------------------- |
| Sternbild                      | Orion                                                           |
| Rektaszension (J2000.0)        | 06h 17m 07s                                                     |
| Deklination (J2000.0)          | +9° 8′,2                                                        |
| Objekttyp                      | Massearmer Röntgendoppelstern                                   |
| Entfernung                     | ca. 10 kLj ca. 3 kpc                                            |
| Scheinbare Helligkeit (V-Band) | 18,5 mag                                                        |
| Scheinbare Helligkeit (B-Band) | 18,8 mag                                                        |
| Kompakte Komponente            | Neutronenstern                                                  |
| Andere Bezeichnungen           | 3U 0614+09 • V1055 Orionis • 1RXS J061707.4+090812 • INTREF 293 |

4U 0614+091 ist ein etwa 3000 Parsec (10 000 Lichtjahre) entfernter, massearmer Röntgendoppelstern. Er ist eine Quelle von Röntgenausbrüchen von einigen Sekunden bis wenigen Minuten Dauer, die sich in unregelmäßigen Abständen von typischerweise Monaten bis Jahren wiederholen. Er besteht aus einer sogenannten kompakten und einer nicht kompakten Komponente. Man geht davon aus, dass die  kompakte Komponente ein Neutronenstern ist, der Materie von einem Begleiter akkretiert. Dessen Natur ist nicht geklärt, aber es gibt Hinweise darauf, dass es sich um einen Weißen Zwerg handelt.